# Joseph Goodall
Joseph Goodall (* 22. Juni 1992 in Bendigo, Victoria, Australien) ist ein australischer Profiboxer im Superschwergewicht. 

## Amateurkarriere
Der 1,94 m große Linksausleger begann 2009 mit dem Boxsport und gewann bereits 2011 eine Bronzemedaille im Schwergewicht bei den Arafura Games in Darwin. Bereits im Superschwergewicht kämpfend, bestritt er 2013 drei Länderkämpfe gegen Deutschland, besiegte dabei Gottlieb Weiss sowie Max Pilz und erreichte ein Remis gegen Max Keller.
2014 gewann er die Australische Meisterschaft und siegte in zwei Länderkämpfen gegen den Schotten Ross Henderson. Zudem ging er bei den Commonwealth Games 2014 an den Start und gewann nach Finalniederlage gegen Joseph Joyce die Silbermedaille. 2015 verteidigte er seinen nationalen Meistertitel und gewann darüber hinaus die Ozeanischen Meisterschaften in Canberra. Er durfte anschließend an den Weltmeisterschaften 2015 in Doha teilnehmen, wo er aber im ersten Duell ausschied.
2016 scheiterte er bei der asiatisch-ozeanischen Olympiaqualifikation in Qian’an an Patrick Mailata und bei der weltweiten Olympiaqualifikation in Baku an Maxim Babanin. 2017 gewann er unter anderem erneut die Ozeanischen Meisterschaften in Gold Coast durch Finalsieg gegen Patrick Mailata und das Feliks Stamm Tournament in Warschau, wobei er im Halbfinale Djamili-Dini Aboudou schlug. Durch den Erfolg in Gold Coast qualifizierte er sich für die Weltmeisterschaften 2017 in Hamburg, wo er eine Bronzemedaille gewann. Er hatte unter anderem den Europameister Wiktor Wychryst und den Russen Maxim Babanin besiegt, ehe er im Halbfinale gegen Məhəmmədrəsul Məcidov ausgeschieden war.

## Profikarriere
Am 7. April 2018 bestritt er sein Profidebüt.